# Biserica unitariană din Tărcești

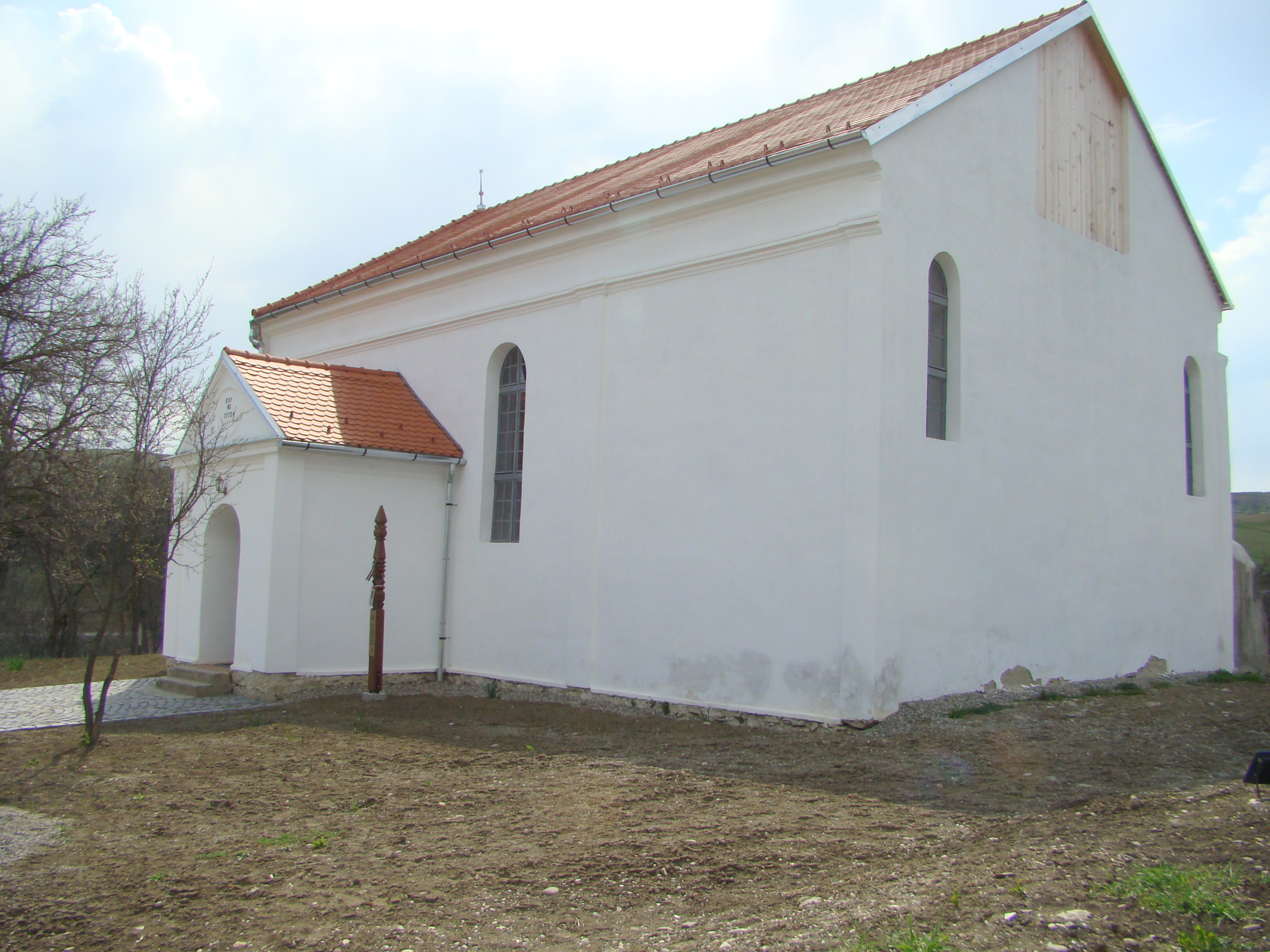
Biserica unitariană din Tărcești, comuna Șimonești, județul Harghita, foto: aprilie 2019.

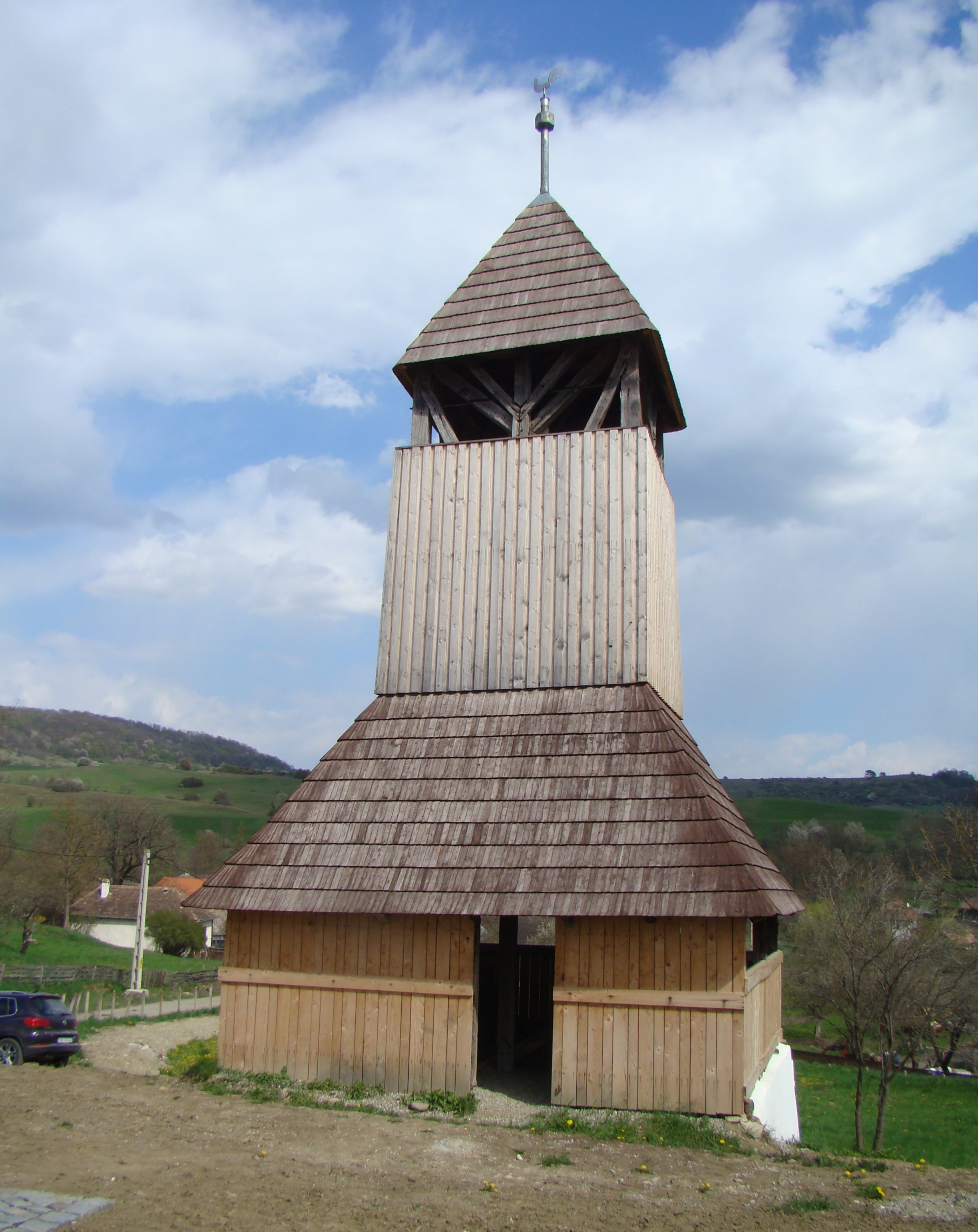
Clopotniţa veche de lemn a bisericii unitariene din Tărcești

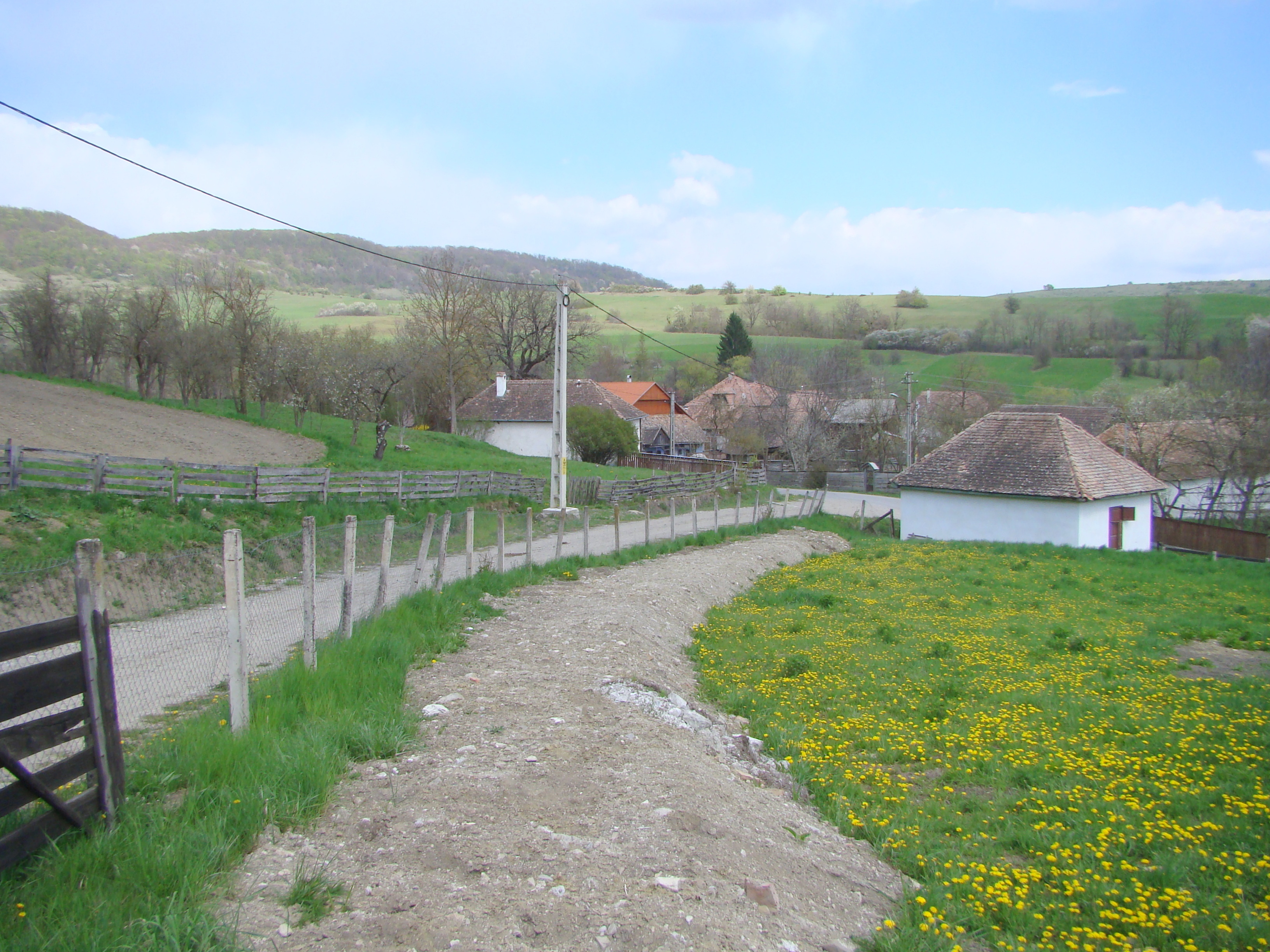
Împrejurimi

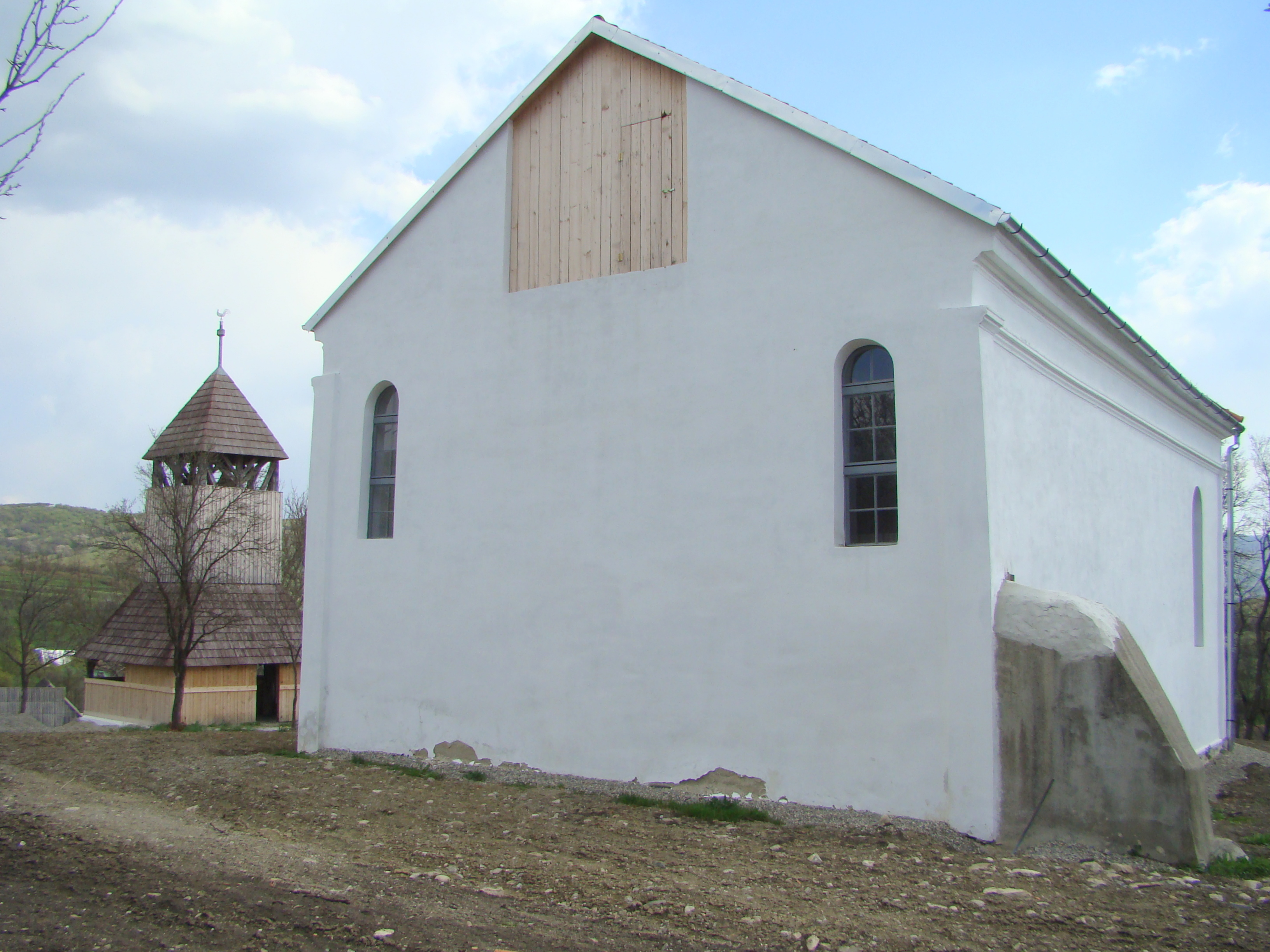
Biserica și clopotnița

Biserica unitariană din Tărcești, comuna  Șimonești, județul Harghita, datează, în forma sa actuală, din anul 1898. Clopotnița veche de lemn a bisericii, construită în anul 1734, se află pe lista monumentelor istorice sub cod LMI HR-II-m-B-12984. 

## Localitatea
Tărcești (maghiară Tarcsafalva) este un sat în comuna Șimonești din județul Harghita, Transilvania, România. Sub acest nume este menționat documentar din anul 1602.

## Biserica
În anul 1333 exista o biserică parohială, preotul (fără nume) plătind zeciuiala papală. După Reformă, locuitorii medievali trec de la catolicism la religia unitariană. Istoricul și etnograful Balázs Orbán oferă în secolul XIX o descriere detaliată a vechii biserici, construită în stil gotic târziu, care „încântă ochiul cu proporțiile și ornamentele sale frumoase..." Sanctuarul cu închidere poligonală, cu o fereastră arcuită mică, cele două ferestre ale navei, portalul de vest și cel de sud sunt, de asemenea, gotice. În anul 1898 biserica veche a fost demolată și o nouă biserică a fost construită din materialul său.

## Imagini din exterior

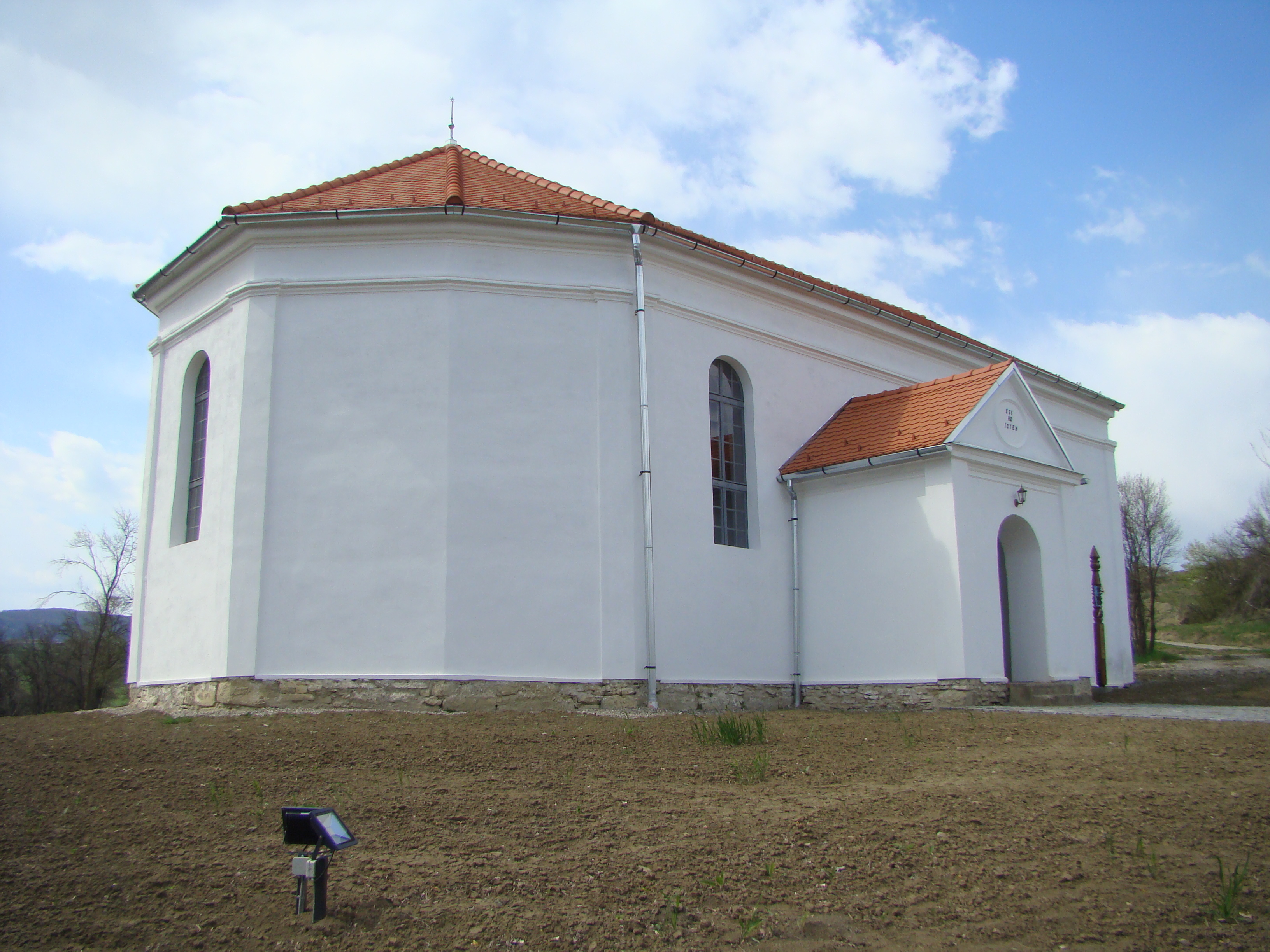
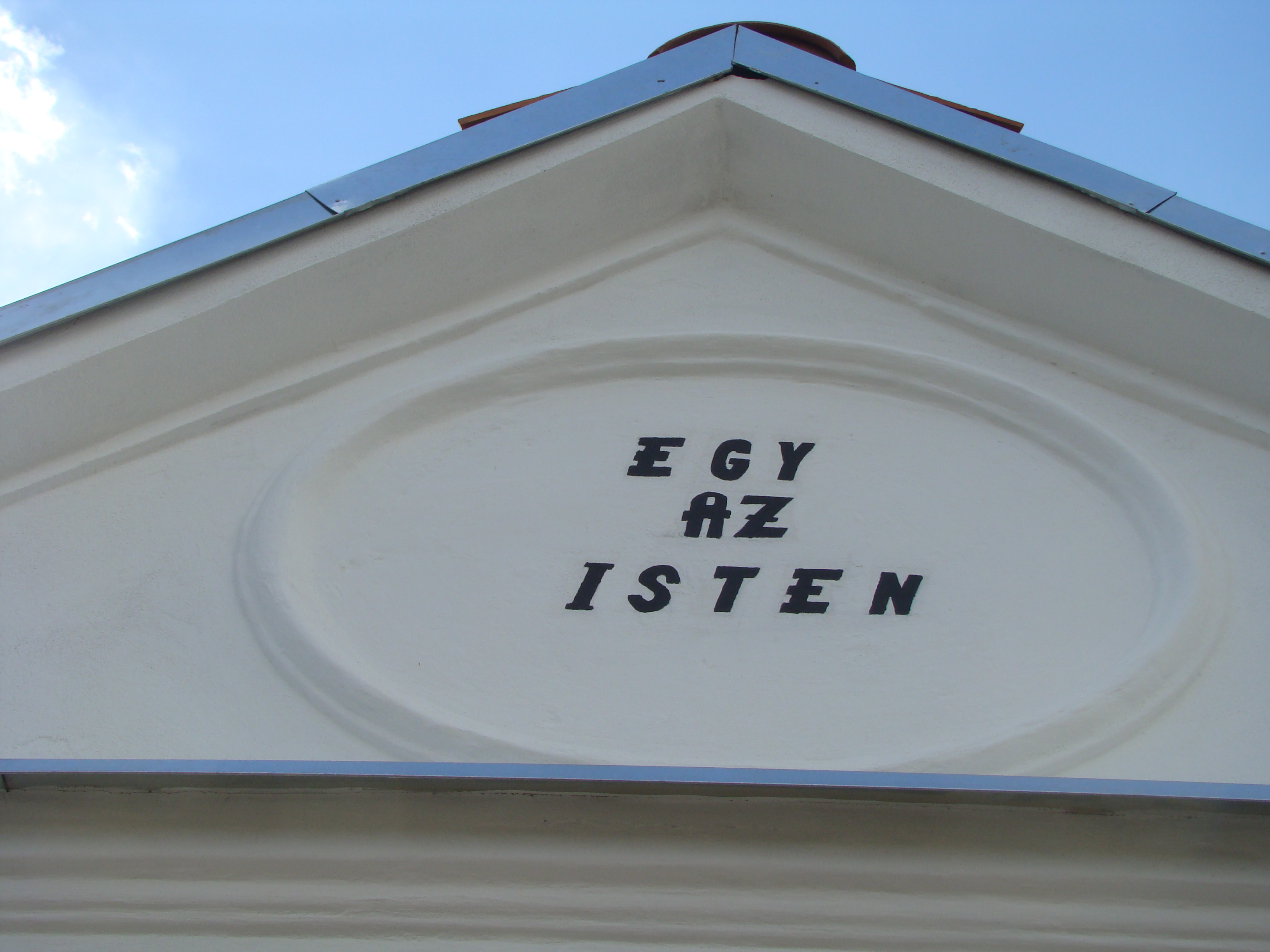
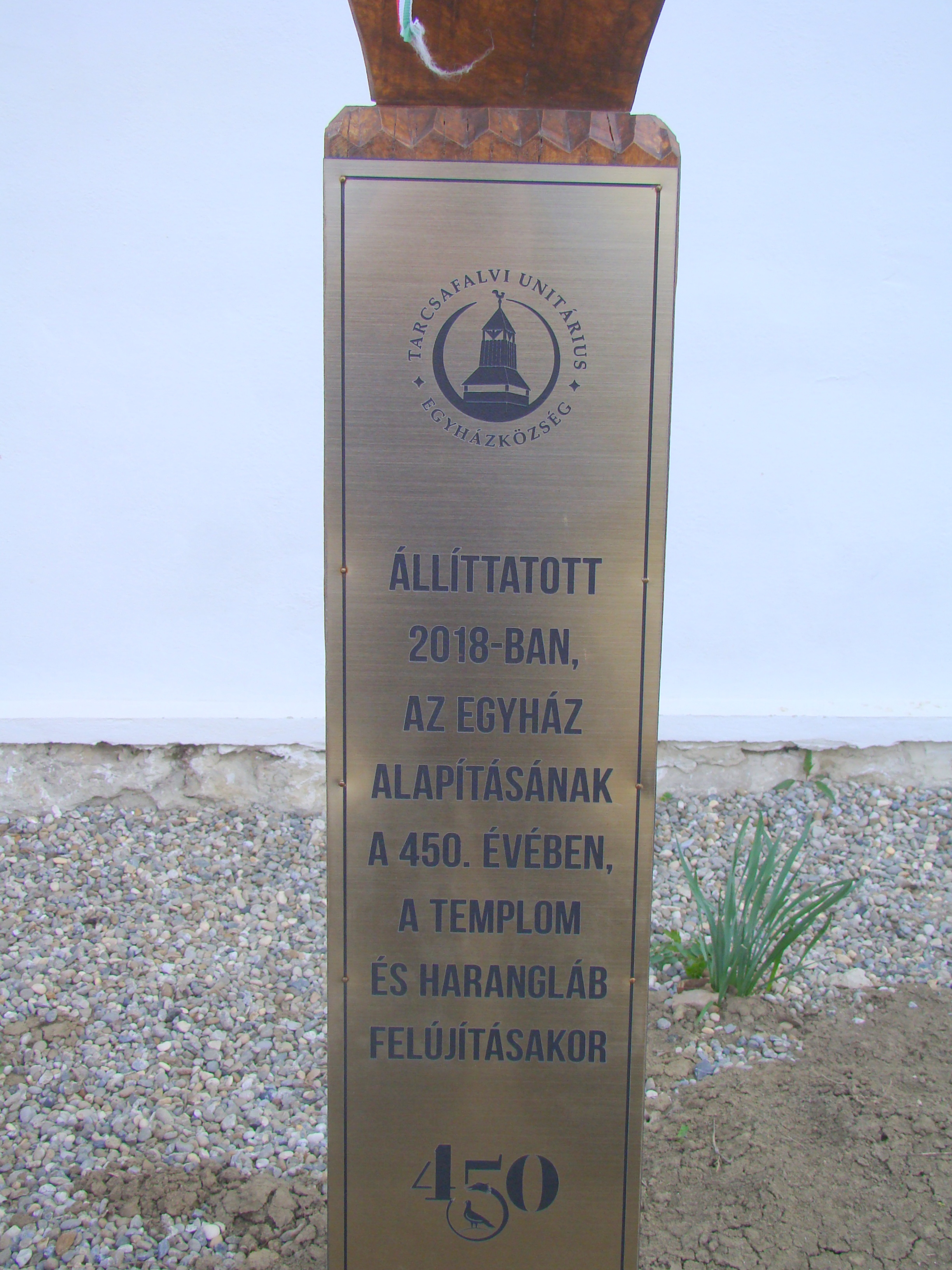
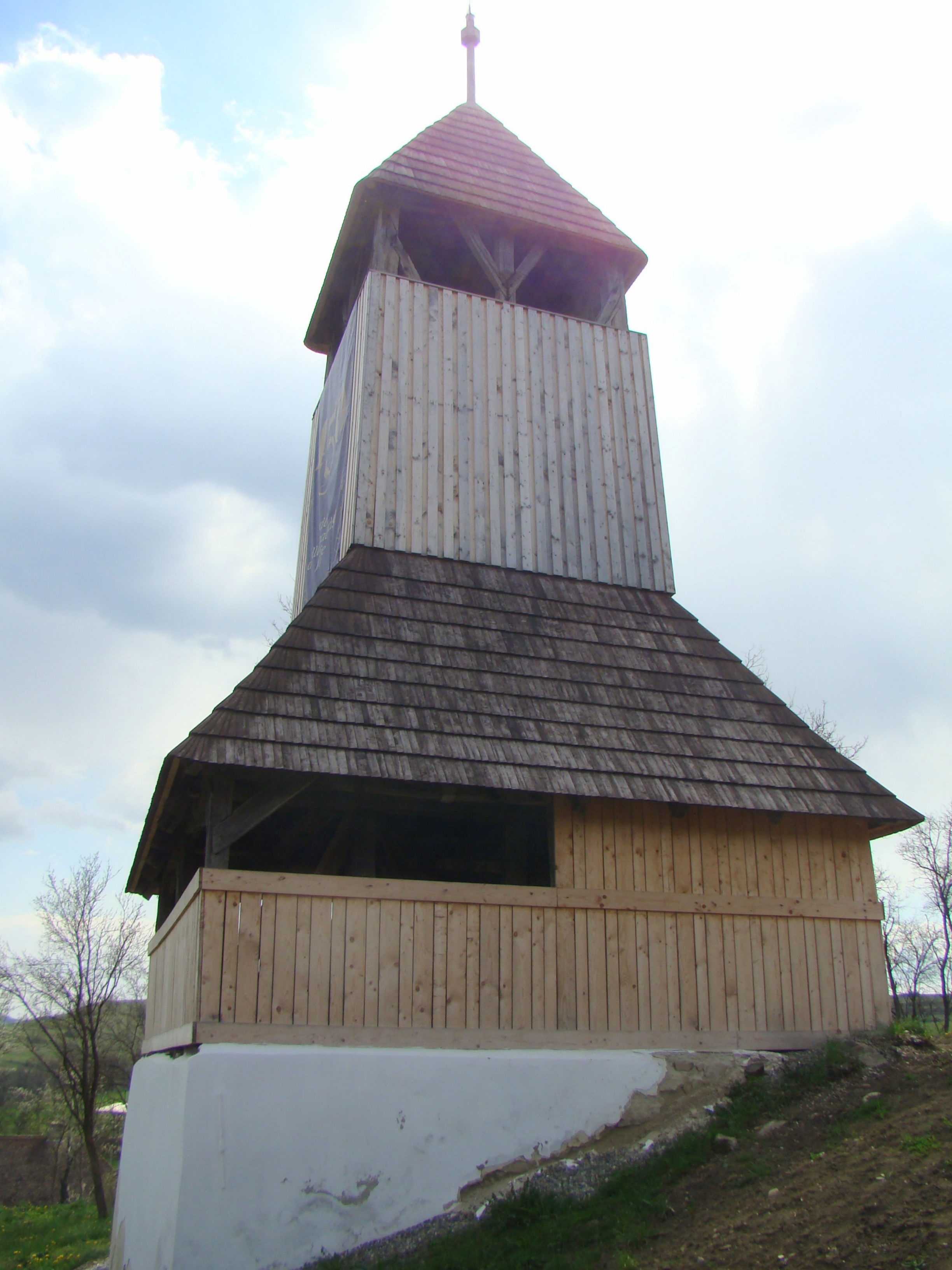
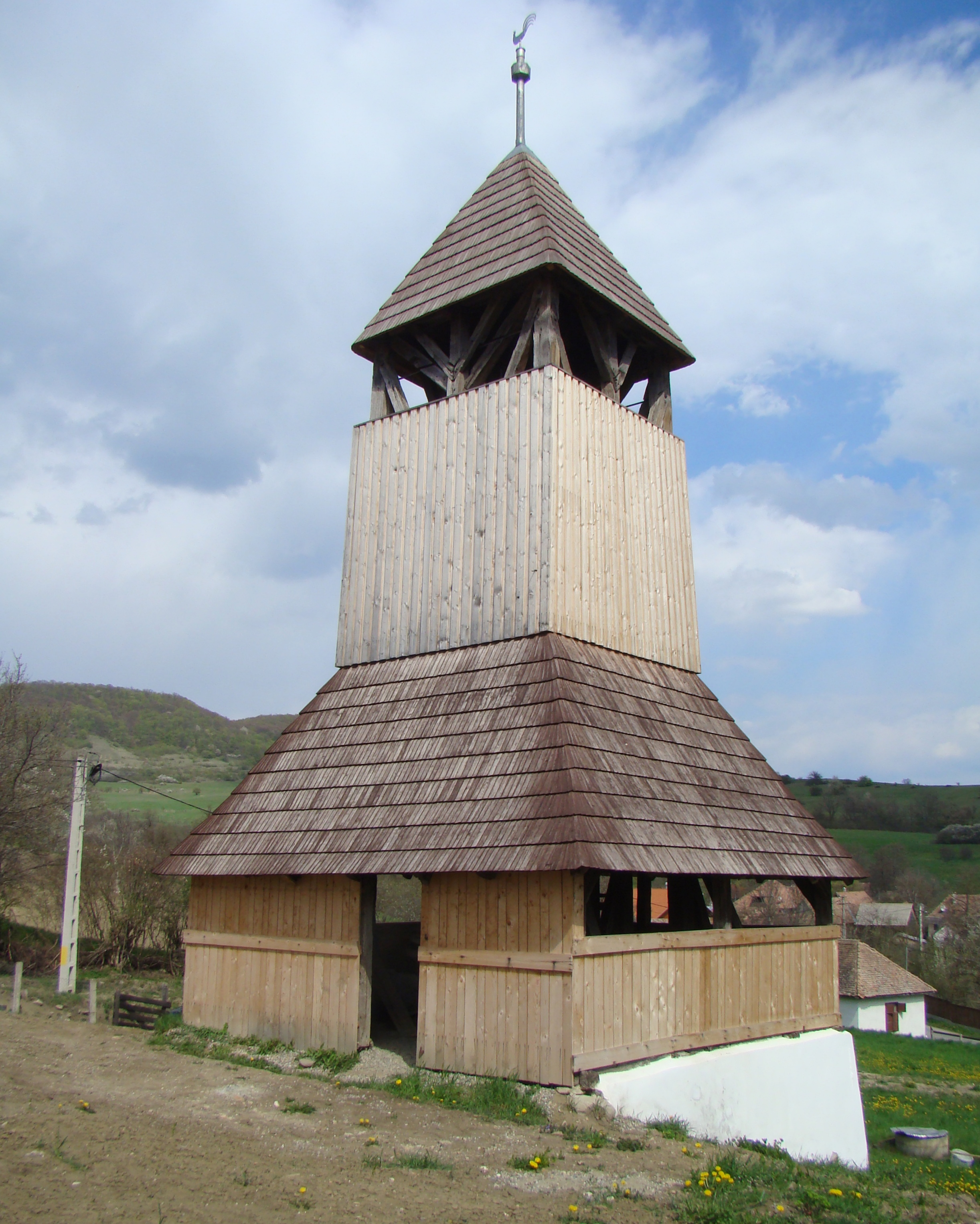
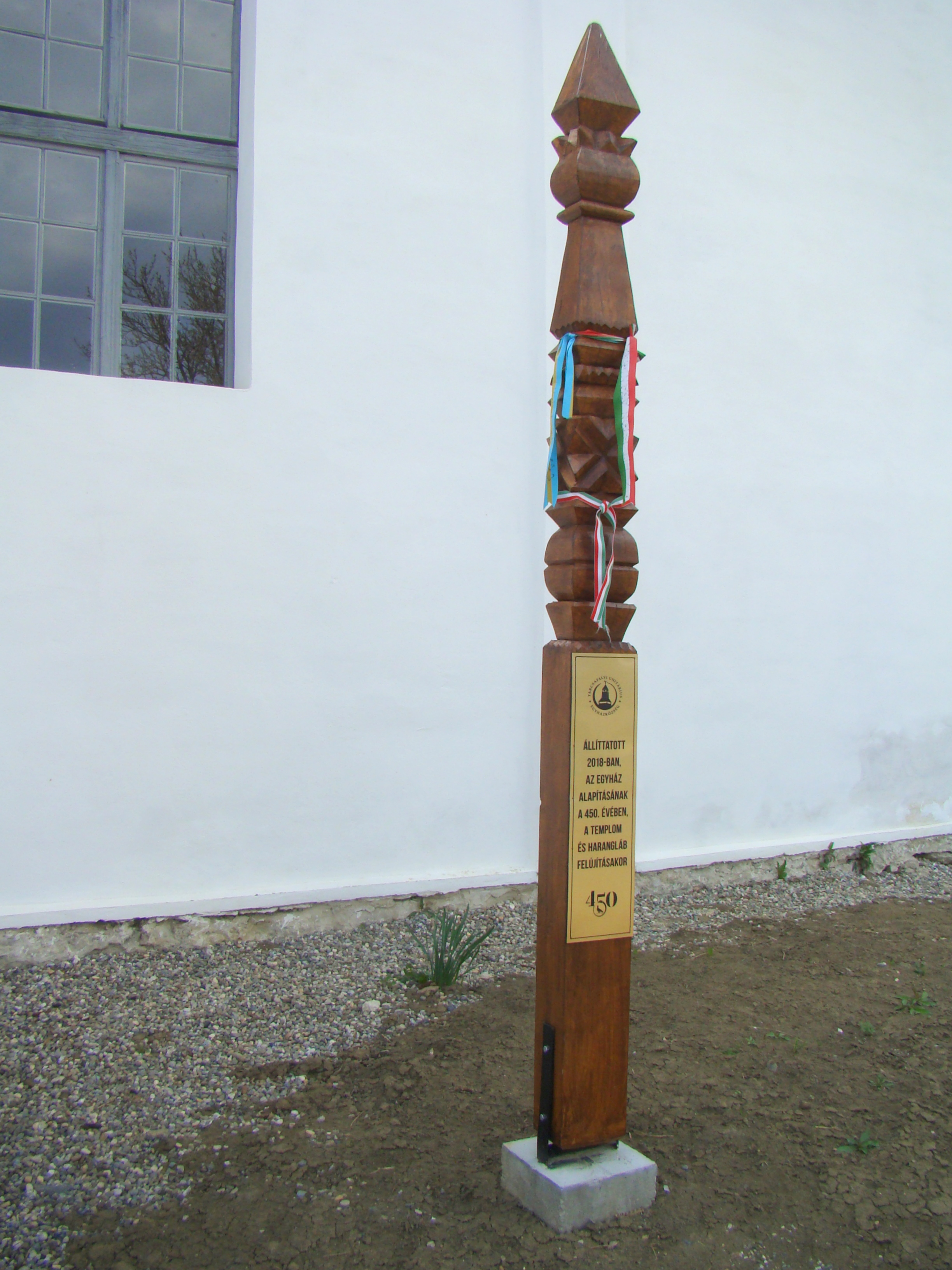
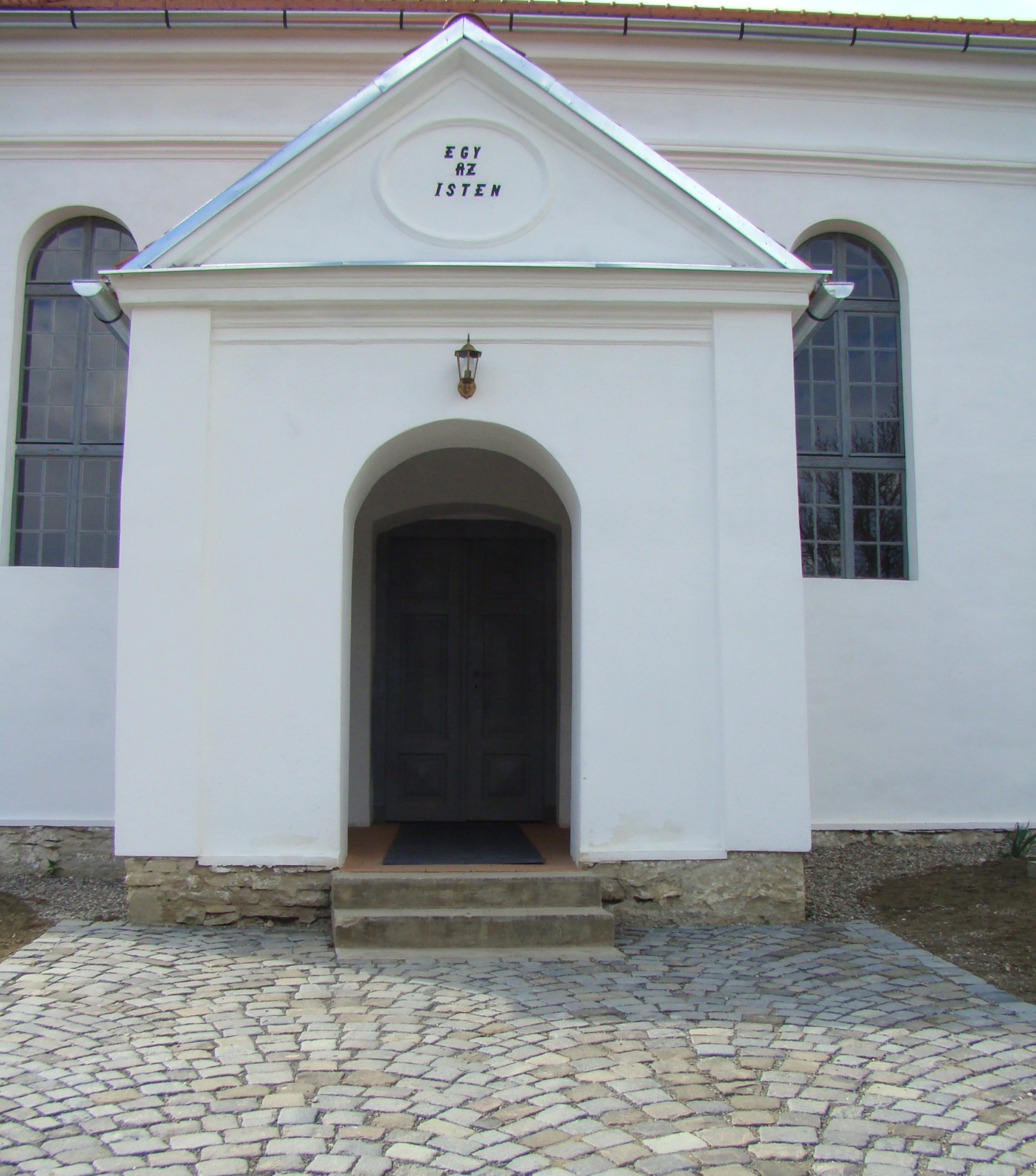
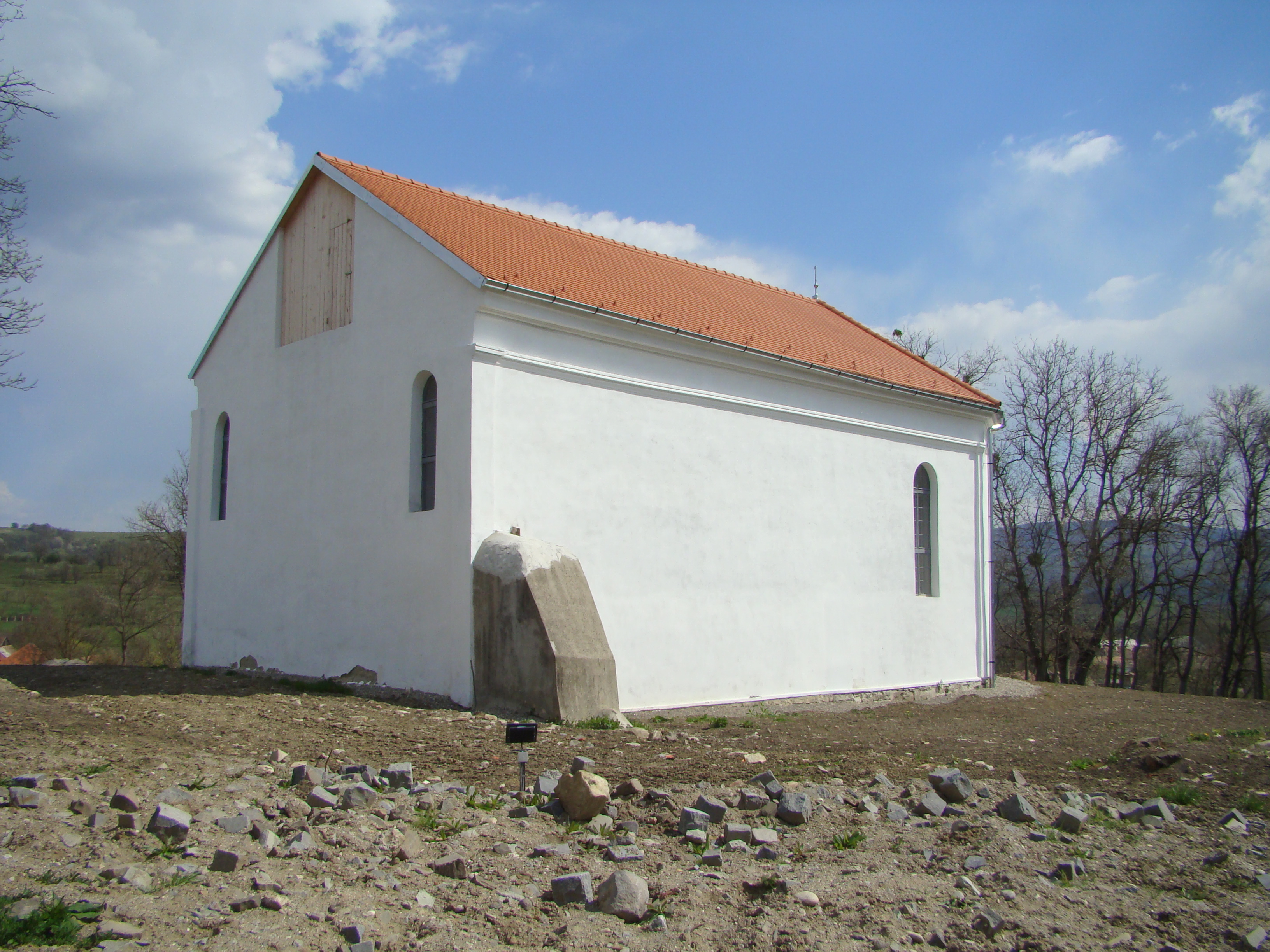